# Église maronite
L’Église antiochienne syriaque maronite (en syriaque : ܥܕܬܐ ܣܘܪܝܝܬܐ ܡܪܘܢܝܬܐ ܕܐܢܛܝܘܟܝܐ / ʿīṯo suryaiṯo māronaiṯo d'anṭiokia), plus connue sous le nom d’Église maronite, est une des Églises catholiques orientales. Le chef de l’Église porte le titre de patriarche d'Antioche des Maronites (en latin : Patriarcha Antiochenus Maronitarum). Il existe une forme longue, mais non officielle : Patriarche des Maronites, d’Antioche et de tout l’Orient (Patriarcha Maronitarum Antiochiae et totius Orientis). Il a sa résidence à Bkerké, au Liban.
Le 15 mars 2011, Bechara Boutros Rahi a été élu par le synode des évêques de l’Église comme nouveau patriarche maronite du Liban, en remplacement du cardinal Nasrallah Boutros Sfeir, 91 ans, qui avait annoncé en janvier sa démission après avoir dirigé l’Église pendant 25 ans. Monseigneur Rahi est le 77e patriarche depuis l’arrivée des premiers disciples de saint Maron au Liban en provenance de Syrie.
Le titre « Mar » veut dire « seigneur » en araméen. Dans la tradition maronite, ce titre est également donné aux saints. Les patriarches maronites portent toujours le nom « Boutros ». Le titre de patriarche d’Antioche est actuellement porté également par quatre autres chefs d’Église, chacun pour l'Église dont il est le chef : le Patriarche syriaque orthodoxe d'Antioche, le Patriarche "grec-orthodoxe" d'Antioche, le Patriarche grec-catholique melkite d'Antioche et le Patriarche syriaque catholique d'Antioche.

## Données historiques

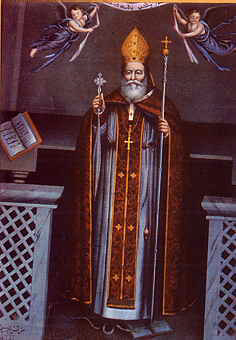
Jean Maron, premier patriarche

L'ermite Maron ou Maroun al-Qorashi vécut dans le nord de la Syrie entre 350 et 410 apr. J.-C. On sait très peu de choses de ce prêtre qui devient ermite par la suite. Ses disciples formèrent le noyau initial de l'Église maronite. Près du lieu de sa mort, s'édifia un grand monastère qui devint rapidement un centre spirituel pour les chrétiens locaux.
L'Église maronite accepta le concile de Chalcédoine et fut même persécutée pour cela au VIe siècle par l'Empire byzantin. Elle n'est donc pas une Église miaphysite. Elle relève de la tradition antiochienne d'expression syriaque.
Au VIIe siècle, la conquête musulmane contraignit les patriarches chalcédoniens d'Antioche à l'exil. De 702 à 742, il n'y eut plus de patriarche du tout. C'est au cours de cette période troublée que l'Église maronite se constitua en patriarcat. Le premier patriarche aurait été saint Jean Maron, mort en 707.
Chassés de Syrie par les persécutions au IXe siècle, les maronites s'installèrent principalement au Liban, où ils vécurent en Église autonome.
L'Église maronite est la seule de toutes les Églises orientales à être unie entièrement à Rome depuis ses débuts.

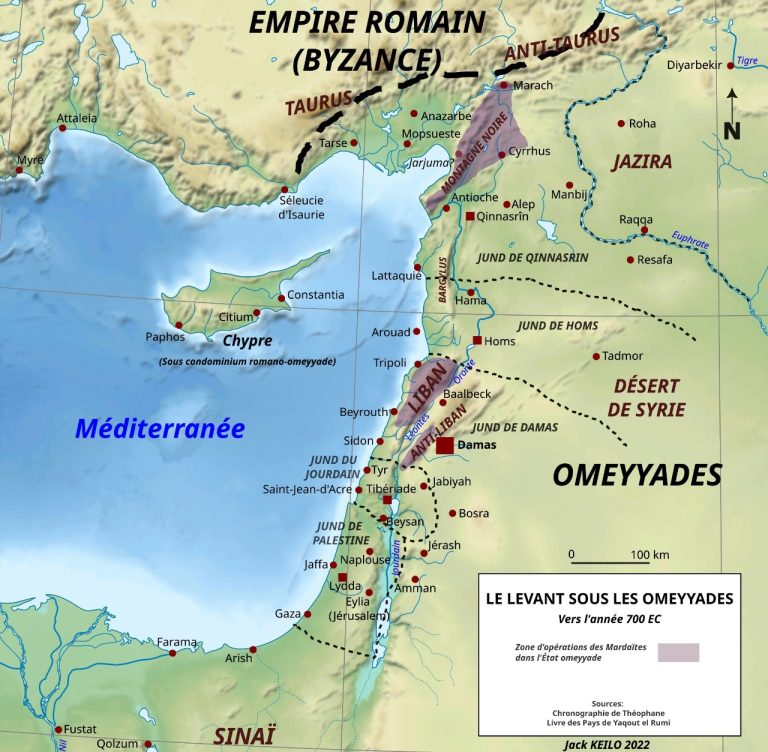
L'est de la Méditerranée sous les Omeyyades, avec les fiefs mardaïtes du mont Liban et de la Montagne Noire.

Les liens entre l'Église maronite et les croisés d'Occident sont anciens, et certains mythes ont été forgés pour le souligner. Ainsi en va-t-il de la lettre de protection de Louis IX donnée aux Maronites, à Saint-Jean-d'Acre, le 24 mai 1250, qui, malgré son caractère apocryphe, continue d'être régulièrement citée aujourd'hui encore.

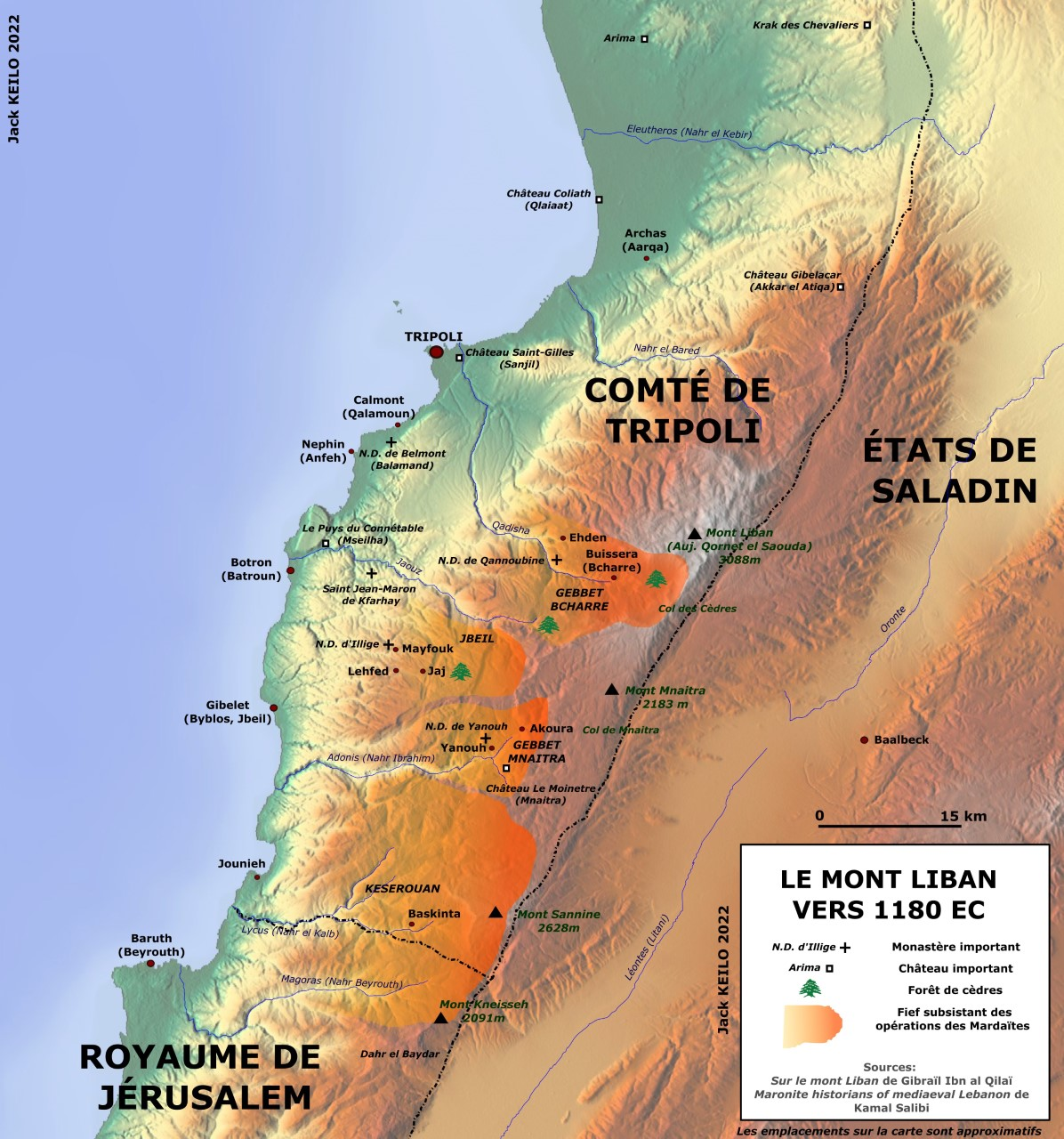
Carte du Mont Liban vers 1180.

Ces relations se relâchèrent sous la domination des Mamelouks (1291-1516) mais reprirent et se renforcèrent sous le régime ottoman. Le Collège maronite de Rome, fondé en 1584, aida à la formation des évêques et de la hiérarchie. Il forma également des savants orientalistes.
La vallée de Kadisha ou vallée sainte, à l'est de Tripoli (Liban), a été jusqu'au XVIIe siècle un lieu de prédilection pour le monachisme maronite. À ce dernier a appartenu le moine Charbel Makhlouf, ermite, canonisé en 1977.
Aux XVIe et XVIIe siècles, de nombreux éléments du rite latin furent introduits dans le rite maronite. Celui-ci garda son originalité et, depuis 1942, revient aux anciennes traditions.
Aujourd'hui l'Église maronite compte 23 diocèses et deux vicariats au Liban, en Syrie mais aussi dans le monde entier comme en Argentine ou en Australie. Le nombre de maronites est estimé à un peu plus de 3 millions.

## Quelques caractéristiques du rite maronite

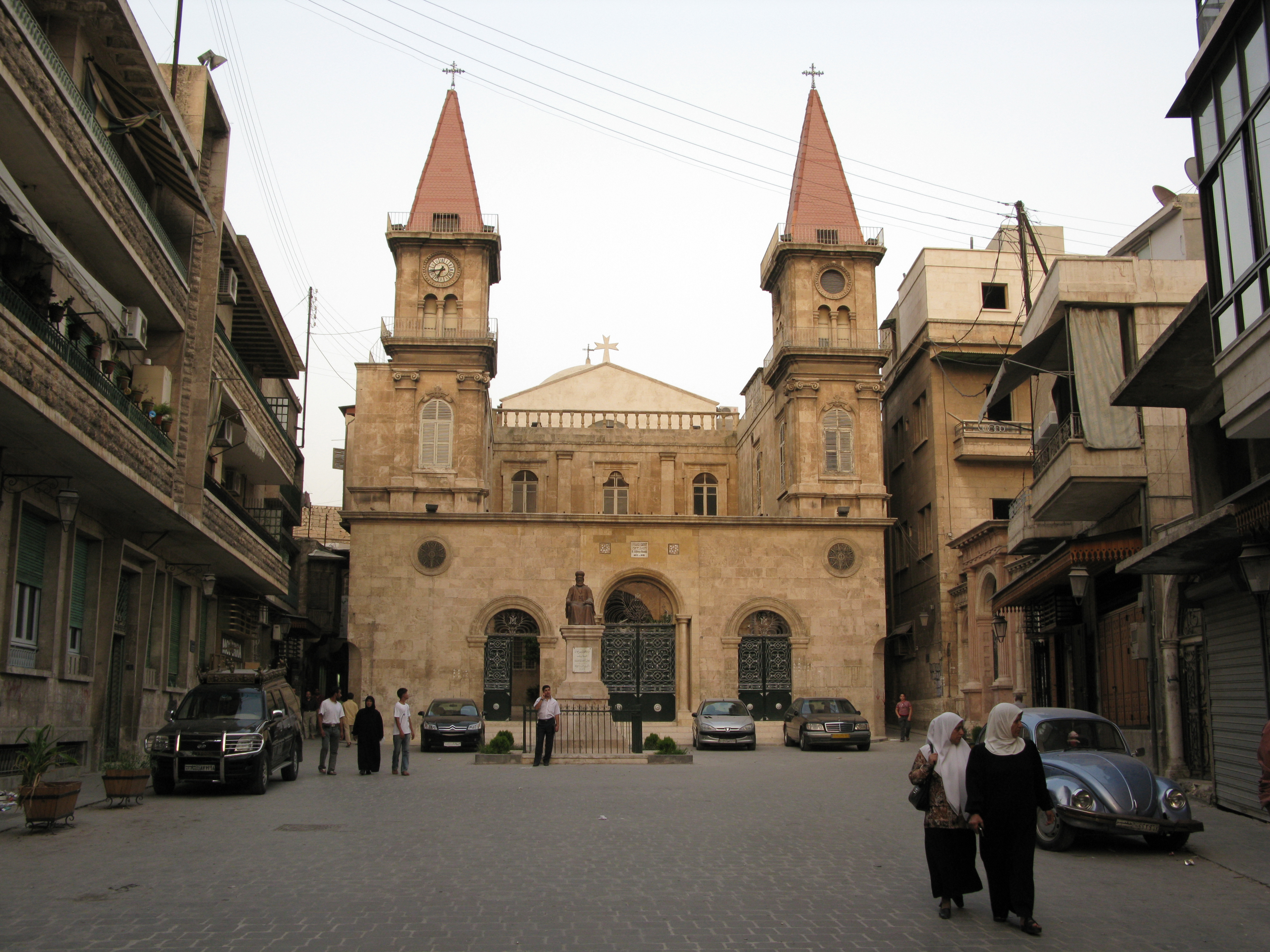
Cathédrale maronite d'Alep.

- Le rite maronite est pratiqué en langue syriaque et en arabe, ce dernier nettement plus utilisé. En général, seule la consécration est encore en syriaque.
- La principale prière eucharistique est celle dite de saint Jacques. Il en existe une trentaine d'autres, dont 13 seulement sont utilisées. Signalons l'anaphore de saint Pierre dite Charar (son premier mot).
- Les charges de chorévêque, d'archiprêtre et de bardoût (visiteur) sont liées à celles de l'évêque. Elles donnent le droit de porter la crosse.
- L'Église maronite a adopté le calendrier grégorien dès 1606.
- Tous les patriarches s'appellent Boutros (Pierre), en souvenir du ministère de l'apôtre à Antioche.

## L'Église maronite en Terre Sainte
Actuellement, il n'y a pas de documents prouvant une existence quelque peu stable des maronites en Terre Sainte avant la période des croisades[réf. nécessaire]. De même, le nombre de maronites ayant pris part à la reconquête de Jérusalem par les Croisés est incertain mais certains historiens avancent le chiffre de dix mille. Des milliers de maronites s'engagèrent dans l'ordre des Chevaliers de Saint-Jean à Jérusalem, Acre et Chypre. Vers 1320, l'historien arménien Héthoum notait qu'à Jérusalem les maronites formaient l'une des plus importantes communautés chrétiennes.
À partir du XIVe siècle, l'histoire des maronites est liée à la présence des franciscains de Terre sainte. Ils furent en quelque sorte assimilés aux Francs, célébrant dans leurs églises, sur leurs autels et avec leurs vêtements liturgiques. Aux grandes fêtes de Noël et de Pâques, de nombreux maronites affluaient à Jérusalem et étaient accueillis par les frères mineurs. Des maronites servaient d'interprètes, habitaient avec les franciscains au monastère du Mont Sion, d'autres prenaient régulièrement une part active à toutes les célébrations dans les différents sanctuaires. Outre les droits et les privilèges dont jouissaient les fidèles maronites notamment au mont Sion, ils possédaient l'église Saint-Georges el-Khader.
Une propriété acquise en 1548 près de l'église Saint-Georges fut agrandie en 1598 et l'on parla du quartier des maronites. Les relations avec les franciscains s'assombrirent dans la seconde moitié du XVIIe siècle, dues à des campagnes de latinisation de la part de certains responsables de la Custodie.
En mars 1700, une solution fut trouvée à la crise : le patriarche maronite envoya à Jérusalem deux prêtres au service de la communauté. Les franciscains s'engagèrent à respecter l'autonomie des maronites et leurs rituels propres. En 1771, une église maronite fut édifiée à Nazareth mais le nombre des maronites en Terre Sainte s'amenuisait, surtout du fait de leur passage au rite latin, phénomène qui devait se prolonger jusqu'à aujourd'hui.
En 1895, Mgr Elias Hoyek qui allait devenir patriarche acheta à Jérusalem un ancien hôpital allemand avec son terrain. Un vicariat patriarcal fut créé à cette occasion en avril 1895. Le premier vicaire patriarcal fut Mgr Youssef Mouallem. La même année, il fonda la congrégation des Sœurs Maronites de la Sainte-Famille à Ibrine. Le vicaire patriarcal de Jérusalem a aussi juridiction sur les maronites de Jordanie. En 1939, le patriarche démit de ses fonctions le vicaire patriarcal de Jérusalem. Le poste fut restauré en 1976. En 1996, le patriarche maronite décida de créer un diocèse qui couvre le territoire de l'État d'Israël et dont le siège est à Haïfa. C'est Mgr Paul Nabil Sayah qui depuis 1996 est archevêque de Haïfa tout en étant vicaire patriarcal de Jérusalem. En dehors de Jérusalem et de Bethléem, il y a des maronites à Akko, Haïfa, Jaffa, Lod, Nazareth, Kfar Berim ou encore Jish.

## Organisation

### Organisation territoriale
| Nom                                       | Type                 | Siège        | Pays       | Réf. |
| ----------------------------------------- | -------------------- | ------------ | ---------- | ---- |
| Patriarcat d'Antioche des Maronites       | patriarcat           | —            | —          | ,    |
| Joubbé, Sarba et Jounieh                  | éparchie             | —            | Liban      | ,    |
| Antélias                                  | archéparchie         | —            | Liban      | ,    |
| Beyrouth                                  | archéparchie         | —            | Liban      | ,    |
| Tripoli                                   | archéparchie         | —            | Liban      | ,    |
| Tyr                                       | archéparchie         | —            | Liban      | ,    |
| Baalbek-Deir El-Ahmar                     | éparchie             | —            | Liban      | ,    |
| Batroun                                   | éparchie             | —            | Liban      | ,    |
| Byblos                                    | éparchie             | —            | Liban      | ,    |
| Sidon                                     | éparchie             | —            | Liban      | ,    |
| Zahlé                                     | éparchie             | —            | Liban      | ,    |
| Alep                                      | archéparchie         | —            | Syrie      | ,    |
| Damas                                     | archéparchie         | —            | Syrie      | ,    |
| Lattaquié                                 | éparchie             | —            | Syrie      | ,    |
| Le Caire                                  | éparchie             | —            | Égypte     | ,    |
| Chypre                                    | archéparchie         | —            | Chypre     | ,    |
| Haïfa et Terre Sainte                     | archéparchie         |              | Israël     | ,    |
| Saint-Maron de Montréal                   | éparchie             | Montréal     | Canada     | ,    |
| Saint-Maron de Brooklyn                   | éparchie             | Brooklyn     | États-Unis | ,    |
| Notre-Dame du Liban de Los Angeles        | éparchie             | Los Angeles  | États-Unis | ,    |
| Notre-Dame des Martyrs du Liban de Mexico | éparchie             | Mexico       | Mexique    | ,    |
| Saint-Charbel de Buenos Aires             | éparchie             | Buenos Aires | Argentine  | ,    |
| Notre-Dame du Liban de São Paulo          | éparchie             | São Paulo    | Brésil     | ,    |
| Notre-Dame du Liban de Paris              | éparchie             | Paris        | France     | ,    |
| Saint-Maron de Sydney                     | éparchie             | Sydney       | Australie  | ,    |
| Éparchie de l'Annonciation d'Ibadan       | éparchie             | Ibadan       | Nigeria    | ,    |
| Colombie                                  | exarchat apostolique | Bogotá       | Colombie   | ,    |
| Jordanie (en)                             | exarchat patriarcal  | —            | Jordanie   | ,    |
| Jérusalem et Palestine                    | exarchat patriarcal  | —            | Palestine  | ,    |

### Instituts religieux

#### Congrégations masculines
- L'Ordre libanais maronite (OLM) (les baladites)
- L'Ordre mariamite maronite (OMM) (les halabites ou alépins)
- L'Ordre antonin maronite (OAM)
- La Congrégation des missionnaires libanais maronites (MLM) (les Kreimistes)

#### Congrégations féminines
- La Congrégation des Sœurs Maronites de la Sainte Famille
- La Congrégation des Sœurs Antonines Maronites
- La Congrégation Maronite des Sœurs de Sainte Thérèse de l'Enfant Jésus
- La Communauté de Saint Jean Baptiste (Hrache)
- L'Ordre des Sœurs Libanaises Maronites
- La Congrégation des Sœurs Missionnaires du Très Saint Sacrement

## Relations avec les autres Églises
L'Église est membre du Conseil des Églises du Moyen-Orient.
Le patriarche maronite est cardinal de l'Église Catholique.

### Relations avec les autres Églises de tradition syriaque
Depuis 1994, l'Église maronite participe à une série de discussions œcuméniques avec les autres Églises de tradition syriaque, à l'initiative de la Fondation Pro Oriente, organisme dépendant du diocèse catholique de Vienne en Autriche. Ces discussions rassemblent des représentants d'églises catholiques et séparées, de tradition syriaque occidentale (Église syriaque orthodoxe, Église catholique syriaque, Église malankare orthodoxe, Église catholique syro-malankare, Église maronite) et de tradition syriaque orientale (Église apostolique assyrienne de l'Orient, Ancienne Église de l'Orient, Église catholique chaldéenne, Église catholique syro-malabare).